# كفيشة (غرب كارون)
كفيشة (بالفارسية: کفیشه) هي منطقة سكنية تقع في إيران في قسم غرب كارون الريفي. يقدر عدد سكانها بـ 404 نسمة بحسب إحصاء 2016.